# Arrondissement Verdun
Arrondissement Verdun je správní územní jednotka ležící v departementu Meuse a regionuGrand Est ve Francii. Člení se dále na 9 kantonů a 255 obcí.

## Kantony
od roku 2015:
- Belleville-sur-Meuse
- Bouligny
- Clermont-en-Argonne
- Dieue-sur-Meuse (část)
- Étain
- Montmédy
- Stenay
- Verdun-1
- Verdun-2

před rokem 2015:
- Charny-sur-Meuse
- Clermont-en-Argonne
- Damvillers
- Dun-sur-Meuse
- Étain
- Fresnes-en-Woëvre
- Montfaucon-d'Argonne
- Montmédy
- Souilly
- Spincourt
- Stenay
- Varennes-en-Argonne
- Verdun-Centre
- Verdun-Est
- Verdun-Ouest